# Baleia-bicuda-de-true
A baleia-bicuda-de-true (nome científico: Mesoplodon mirus) é um cetáceo da família dos zifiídeos (Ziphiidae) encontrado no norte do Atlântico e no sul do Índico.

## Taxonomia
A espécie foi descrita pela primeira vez em 1913 por Frederick W. True a partir de uma fêmea adulta que encalhou na margem externa de Bird Island Shoal, Beaufort Harbor, Carolina do Norte, em julho de 1912.

## Descrição
Esta baleia tem um corpo mesoplodonte normal, exceto que é rotundo no meio e afinando em direção às extremidades. Os dois dentes distintos nos machos são pequenos e inseridos na extremidade do bico (no entanto, dentes adicionais foram registrados). O melão é bastante bulboso e leva a um bico curto. Há um vinco atrás do orifício de respiração e uma crista dorsal afiada na parte de trás perto da barbatana dorsal. A coloração é cinza a cinza acastanhado no dorso que é mais claro embaixo, e notavelmente mais escuro nos "lábios", ao redor do olho e próximo à barbatana dorsal. Às vezes também existe uma mancha escura entre a cabeça e a barbatana dorsal. Uma fêmea no hemisfério sul era preta azulada com uma área branca entre a barbatana dorsal e a cauda, bem como uma mandíbula e garganta cinza claras e manchas pretas. Um indivíduo das ilhas Canárias tinha uma área branca do focinho ao respiradouro.

## Comportamento
Foram vistos em pequenos grupos e acredita-se que sejam comedores de lulas. A descrição mais completa de avistamentos e encalhes registrados ao vivo, bem como a primeira filmagem subaquática, foi publicada em um artigo de 2017 na revista de acesso livre PeerJ.

## Conservação
Esta espécie não foi caçada e não foi vítima de redes de pesca. É abrangida pelo Acordo sobre a Conservação de Pequenos Cetáceos do Báltico, Atlântico Nordeste, Mar da Irlanda e do Norte (ASCOBANS) e pelo Acordo sobre a Conservação dos Cetáceos no Mar Negro, Mar Mediterrâneo e Atlântico Contíguo Área (ACCOBAMS). A espécie está ainda incluída no Memorando de Entendimento Relativo à Conservação do Peixe-Boi e Pequenos Cetáceos da África Ocidental e da Macaronésia (MoU dos Mamíferos Aquáticos da África Ocidental) e no Memorando de Entendimento para a Conservação de Cetáceos e Seus Habitats no Pacífico Região das ilhas (MoU dos Cetáceos do Pacífico).